# Tomasz Bobel
Tomasz Bobel (ur. 29 grudnia 1974 we Wrocławiu) – polski piłkarz, trener bramkarzy.

## Życiorys
Jest wychowankiem Śląska Wrocław. W polskiej Ekstraklasie zadebiutował w sezonie 1995/1996 w barwach wrocławskiego Śląska. Rozegrał w tym sezonie 27 spotkań, a jego klub zajął 14 pozycję. W następnym sezonie rozegrał 25 meczów, lecz nie uchronił drużyny przed spadkiem. W trakcie sezonu 1998/99 przeniósł się do występującej w 2.Bundeslidze Fortuny Kolonia. Rozegrał w ciągu tego sezonu 27 spotkań. Przed sezonem 2000/01 przeprowadził się do Duisburga i występował w tamtejszym MSV, lecz był tam tylko rezerwowym dlatego po 3 latach zmienił klub na FC Erzgebirge Aue. Od lipca 2004 był podstawowym bramkarzem drużyny. W sezonie 2005/2006 został wybrany najlepszym bramkarzem 2. Bundesligi. W sezonie 2007/2008 z powodu kontuzji zagrał tylko w siedemnastu meczach i nie uchronił drużyny od spadku. W lipcu 2008 Bobelowi wygasł kontrakt, którego postanowił nie przedłużać. Potem przebywał na testach w Bayerze 04 Leverkusen oraz w FC Metz, lecz do końca roku pozostawał bez klubu. 15 lutego 2009 roku zadebiutował w barwach azerskiego klubu Neftçi PFK. Zagrał tam jeszcze dwukrotnie, po czym postanowił wrócić do Europy. Był na ponownych testach w Bayerze 04 Leverkusen, z którym podpisał kontrakt, wiążący go do 30 czerwca 2011. Po wygaśnięciu umowy postanowił zakończyć zawodową karierę nie rozegrawszy w Bayerze żadnego oficjalnego meczu. W rundzie jesiennej sezonu 2012/2013 został zgłoszony do zespołu Bayer II Leverkusen, występującym w Regionalliga-West. W 2014 roku zakończył piłkarską karierę. 
Na początku sezonu 2015/2016 został asystentem Tomasza Zdebela w SV Bergish Gladbach 09. Później, podjął pracę w sklepie kibica Bayeru 04 Leverkusen.

## Statystyki
| Sezon     | Klub                | Kraj        | Rozgrywki         | Mecze | Bramki |
| --------- | ------------------- | ----------- | ----------------- | ----- | ------ |
| 1993/1994 | Śląsk Wrocław       | Polska      | II liga           | ?     | 0      |
| 1994/1995 | Śląsk Wrocław       | Polska      | II liga           | ?     | 0      |
| 1995/1996 | Śląsk Wrocław       | Polska      | I liga            | 27    | 0      |
| 1996/1997 | Śląsk Wrocław       | Polska      | I liga            | 25    | 0      |
| 1997/1998 | Śląsk Wrocław       | Polska      | II liga           | ?     | 0      |
| 1998/1999 | Śląsk Wrocław       | Polska      | II liga           | ?     | 0      |
| 1998/1999 | SC Fortuna Kolonia  | Niemcy      | 2. Bundesliga     | 27    | 0      |
| 1999/2000 | Fortuna Kolonia     | Niemcy      | 2. Bundesliga     | 31    | 0      |
| 2000/2001 | MSV Duisburg        | Niemcy      | 2. Bundesliga     | 9     | 0      |
| 2001/2002 | MSV Duisburg        | Niemcy      | 2. Bundesliga     | 3     | 0      |
| 2002/2003 | MSV Duisburg        | Niemcy      | 2. Bundesliga     | 5     | 0      |
| 2003/2004 | Erzgebirge Aue      | Niemcy      | 2. Bundesliga     | 0     | 0      |
| 2004/2005 | Erzgebirge Aue      | Niemcy      | 2. Bundesliga     | 21    | 0      |
| 2005/2006 | Erzgebirge Aue      | Niemcy      | 2. Bundesliga     | 33    | 0      |
| 2006/2007 | Erzgebirge Aue      | Niemcy      | 2. Bundesliga     | 15    | 0      |
| 2007/2008 | Erzgebirge Aue      | Niemcy      | 2. Bundesliga     | 17    | 0      |
| 2008/2009 | Neftçi PFK          | Azerbejdżan | Premyer Liqa      | 3     | 0      |
| 2009/2010 | Bayer 04 Leverkusen | Niemcy      | 1. Bundesliga     | 0     | 0      |
| 2010/2011 | Bayer 04 Leverkusen | Niemcy      | 1. Bundesliga     | 0     | 0      |
| 2012/2013 | Bayer II Leverkusen | Niemcy      | Regionalliga West | 0     | 0      |
| 2013/2014 | Bayer II Leverkusen | Niemcy      | Regionalliga West | 2     | 0      |